# Halmstads kommun
Halmstads kommun är en kommun i Hallands län. Centralort är Halmstad som också är länets residensstad.
De inre delarna av området som utgör kommunen består av vidsträckta skogs- och myrområden på bergkulleslätter. Som kontrast är berggrunden längs kusten täckt av en lerslätt. I början av 2020-talet fanns drygt 70 procent av arbetstillfällena i kommunen inom service- och tjänstesektorn. 
Sedan kommunen bildades 1971 har befolkningstrenden varit positiv. Socialdemokraterna har varit största parti samtliga val, sedan 2006 har dock kommunpolitiken dominerats av borgerliga partier.

## Administrativ historik
Kommunens område motsvarar socknarna: Breared, Eldsberga, Enslöv, Getinge, Harplinge, Holm, Kvibille, Rävinge, Slättåkra, Snöstorp, Steninge, Söndrum, Trönninge, Tönnersjö, Vapnö och Övraby. I dessa socknar bildades vid kommunreformen 1862 landskommuner med motsvarande namn. I området fanns också Halmstads stad som 1863 bildade en stadskommun. 
I området inrättades 27 januari 1905 Oskarströms municipalsamhälle, vilken upplöstes när den 1947 ombildades till Oskarströms köping. I området fanns även Nyhems municipalsamhälle från 4 december 1908 till slutet av 1927 då det uppgick i Halmstads stad.
Vid kommunreformen 1952 bildades i området ett ental storkommuner: Eldsberga (av de tidigare kommunerna Eldsberga, Trönninge och Tönnersjö), Enslöv (av Enslöv och Övraby), Getinge (av Getinge och Rävinge), Harplinge (av Harplinge och Steninge), Kvibille (av Holm, Kvibille och Slättåkra), Simlångsdalen (av Breared och Snöstorp) samt Söndrum (av Söndrum och Vapnö). Halmstads stad och Oskarströms köping förblev opåverkade. 
1967 inkorporerades Simlångsdalen landskommun i Halmstads stad. Halmstads kommun bildades vid kommunreformen 1971 av Halmstads stad samtidigt som Oskarströms kommun bildades av Oskarströms köping. 1974 införlivades kommunerna Eldsberga, Enslöv, Getinge, Harplinge, Kvibille, Oskarström och Söndrum.
Kommunen ingår sedan bildandet i Halmstads tingsrätts domsaga.

## Geografi
Kommunen är belägen vid Kattegatt, i mellersta delen av landskapet Halland. Den gränsar i norr till Falkenbergs och Hylte kommuner, i söder till Laholms kommun, alla i Hallands län samt i öster till Ljungby kommun i Kronobergs län. Genom kommunen rinner ån Nissan.

### Topografi och hydrografi
De inre delarna av området som utgör kommunen består av vidsträckta skogs- och myrområden på bergkulleslätter. Framförallt hittas stora myrmarksområden öster om Simlångsdalen, men odlingsmark finns. Berggrunden är i huvudsak täckt med morän. Den bördiga jordbruksslätten ligger främst mellan detta område och kusten. Som kontrast är berggrunden längs kusten täckt av en lerslätt. Där finns enstaka uppstickande urbergshöjder. En del större sandområden med kustdyner finns dock i anslutning till själva kusten, speciellt i kommunens södra del. Hur dessa dyner bildats har påverkat Lagans och Genevadsåns nedre lopp och styrt dem mot norr. Flygsandfält finns vid Tönnersa och de norr om Halmstad liggande bukterna vid Frösakull och Haverdal.
Nedan presenteras andelen av den totala ytan 2020 i kommunen jämfört med riket.
|  | Bebyggelse (9,1 %) |

|  | Skog (56,4 %) |

|  | Öppen myrmark (3,4 %) |

|  | Jordbruksmark (22,4 %) |

|  | Övrig mark (8,7 %) |

|  | Bebyggelse (3,1 %) |

|  | Skog (68,0 %) |

|  | Öppen myrmark (7,2 %) |

|  | Jordbruksmark (7,4 %) |

|  | Övrig mark (14,3 %) |

### Naturskydd

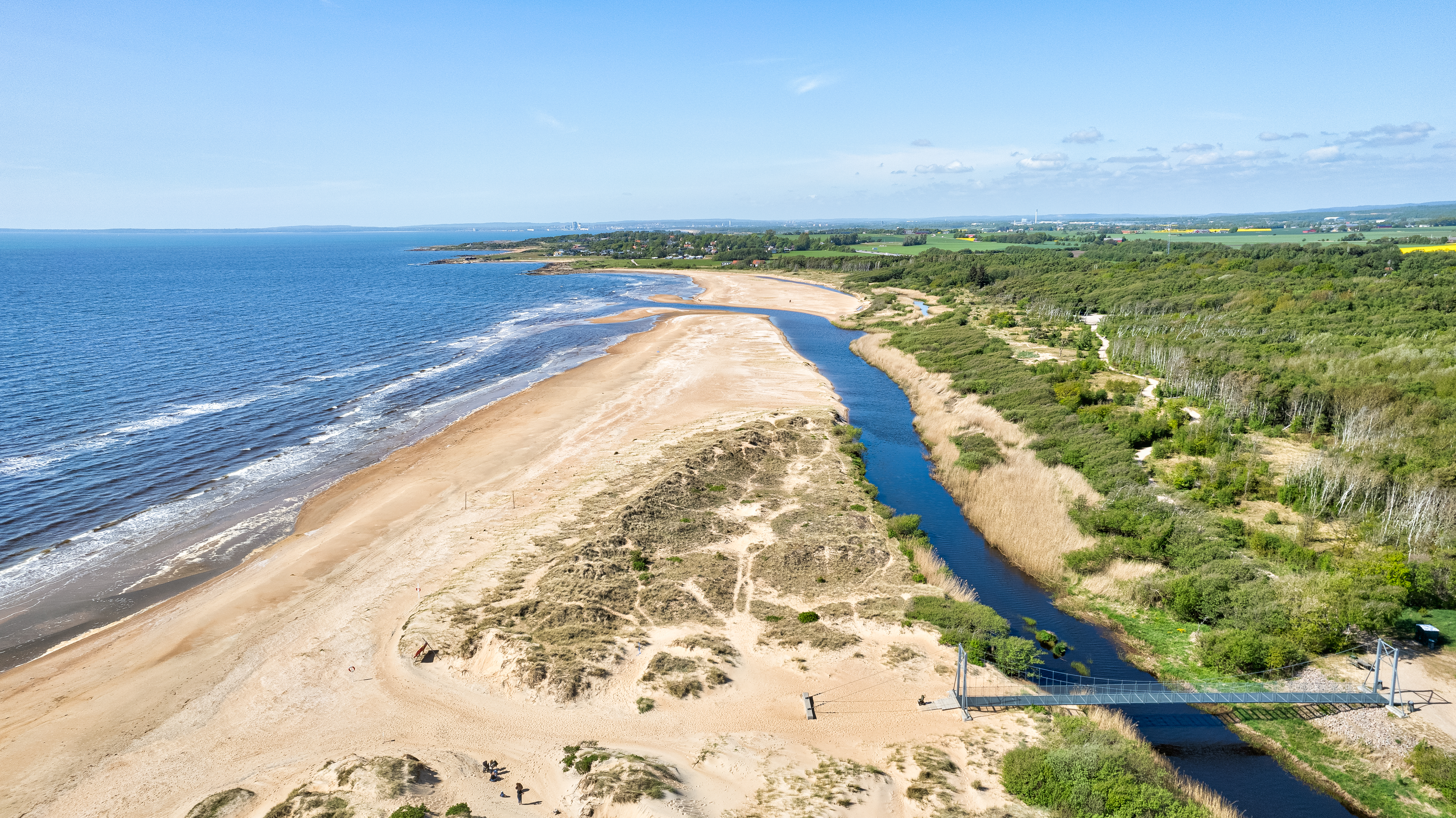
Stranden i Gullbranna naturreservat

År 2023 fanns 57 naturreservat i Halmstads kommun. Som exempel kan nämnas den äldre och orörda bokskogen Bohult och Gullbranna med några av Hallands mäktigaste sanddyner. Ungefär 3,4 procent (5,2 procent av landytan) av Halmstads kommuns areal hade år 2019 skydd i form av naturreservat, naturvårdsområden, naturminnen och biotopskydd. Detta motsvarade 5 251 hektar.

### Administrativ indelning
Fram till 2016 var kommunen för befolkningsrapportering indelad i nio församlingar:

- Enslövs församling
- Getinge-Rävinge församling
- Halmstads församling
- Harplinge församling
- Oskarströms församling
- Slättåkra-Kvibille församling
- Snöstorps församling
- Steninge församling
- Söndrum-Vapnö församling

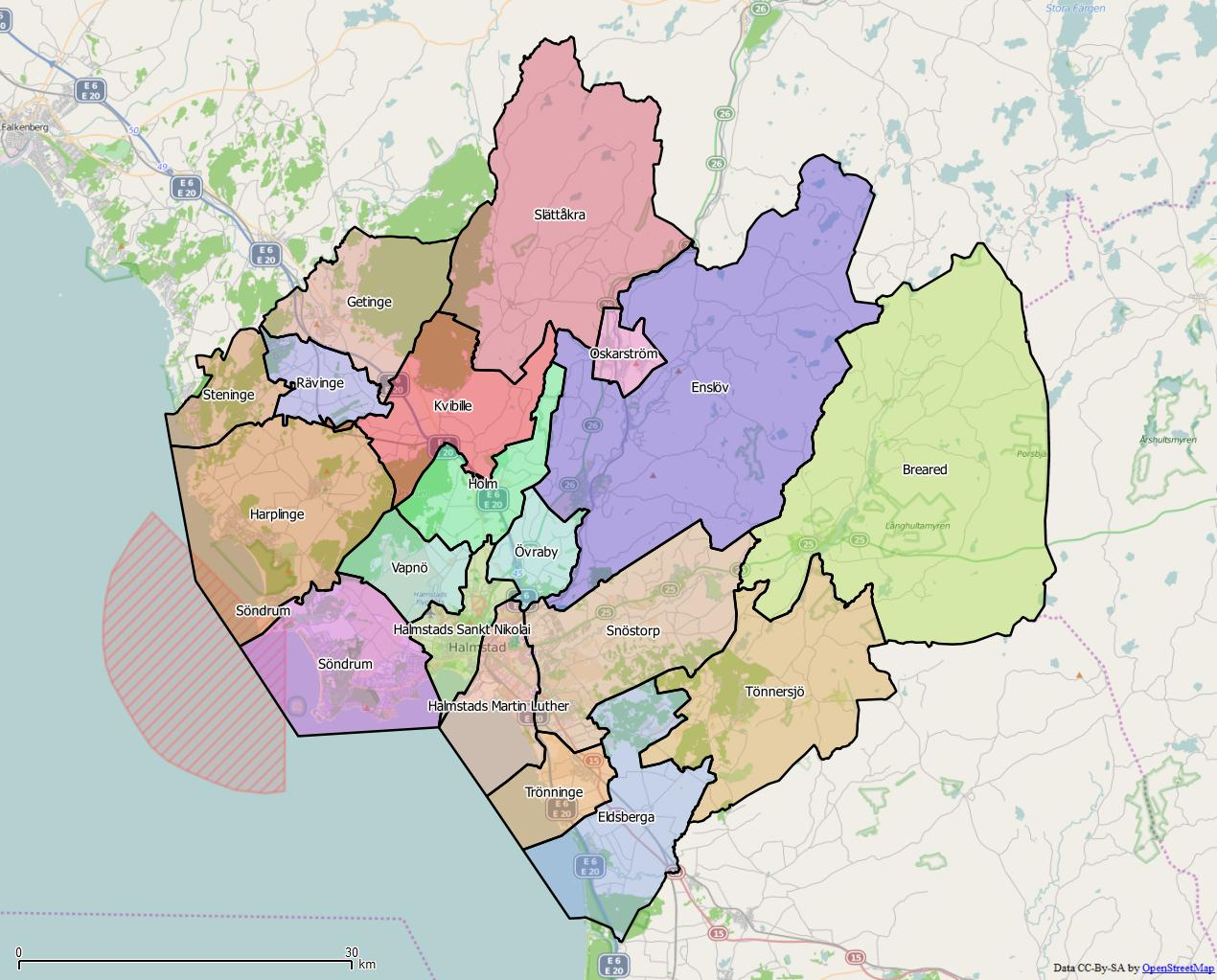
Distrikt inom Halmstads kommun

Från 2016 indelas kommunen istället i 19  distrikt:

- Breared
- Eldsberga
- Enslöv
- Getinge
- Halmstads Martin Luther
- Halmstads Sankt Nikolai
- Harplinge
- Holm
- Kvibille
- Oskarström
- Rävinge
- Slättåkra
- Snöstorp
- Steninge
- Söndrum
- Trönninge
- Tönnersjö
- Vapnö
- Övraby

### Tätorter
Det finns 19 tätorter i Halmstads kommun.
I tabellen presenteras tätorterna i storleksordning per 2015-12-31. Centralorten är i fet stil.
| Nr | Tätort         | Befolkning | Nr | Tätort        | Befolkning | Karta över tätorterna |
| -- | -------------- | ---------- | -- | ------------- | ---------- | --------------------- |
| 1  | Halmstad       | 66 124     | 11 | Kvibille      | 948        |                       |
| 2  | Oskarström     | 4 172      | 12 | Villshärad    | 778        |                       |
| 3  | Frösakull      | 2 296      | 13 | Holm          | 764        |                       |
| 4  | Getinge        | 1 909      | 14 | Eldsberga     | 679        |                       |
| 5  | Åled           | 1 690      | 15 | Gullbranna    | 667        |                       |
| 6  | Haverdal       | 1 681      | 16 | Simlångsdalen | 648        |                       |
| 7  | Gullbrandstorp | 1 642      | 17 | Laxvik        | 486        |                       |
| 8  | Trönninge      | 1 569      | 18 | Sennan        | 398        |                       |
| 9  | Harplinge      | 1 498      | 19 | Skedala       | 359        |                       |
| 10 | Steninge       | 1 112      |    |               |            |                       |

## Styre och politik

### Styre
Halmstads kommun har traditionellt styrts av Socialdemokraterna sedan den allmänna rösträttens införande 1919. Mellan 2006 och 2022 var dock en moderat kommunstyrelsens ordförande. 
| År        | Partier | Partier | Partier | Partier | Partier | Partier |
| --------- | ------- | ------- | ------- | ------- | ------- | ------- |
| 1994–1998 | S       | V       |         |         |         |         |
| 1998–2002 | S       | V       | MP      |         |         |         |
| 2002–2006 | S       | V       | SPI     |         |         |         |
| 2006–2010 | M       | FP      | C       | KD      | SPI     |         |
| 2010–2014 | M       | FP      | C       | MP      | KD      |         |
| 2014–2016 | M       | C       | L       | MP      | SPI     | KD      |
| 2016–2018 | M       | C       | L       | MP      | KD      |         |
| 2018–2022 | M       | C       | L       | KD      |         |         |
| 2022–     | S       | M       | KD      |         |         |         |

### Kommunfullmäktige

#### Presidium
| Presidium 2022–2026    | Presidium 2022–2026 | Presidium 2022–2026 |
| ---------------------- | ------------------- | ------------------- |
| Ordförande             | M                   | Susanne Beide       |
| Förste vice ordförande | S                   | Christel Eriksson   |
| Andre vice ordförande  | SD                  | Krister Karlsson    |

#### Mandatfördelning 1970–2022
| 2 | 22 | 8 | 8 | 5 |

| 38 | 7 |

| 3 | 33 | 19 | 6 | 10 |

| 60 | 11 |

| 3 | 31 | 17 | 8 | 12 |

| 55 | 16 |

| 4 | 31 | 13 | 8 |  | 14 |

| 51 | 20 |

| 3 | 32 |  | 11 | 4 |  | 17 |

| 48 | 23 |

| 3 | 32 | 3 | 8 | 9 | 16 |

| 46 | 25 |

| 3 | 31 | 6 | 8 | 9 | 14 |

| 45 | 26 |

|  | 28 | 3 |  | 4 | 7 | 7 | 4 | 15 |

| 44 | 27 |

| 3 | 34 | 4 |  | 6 | 5 |  | 15 |

| 42 | 29 |

| 6 | 26 | 4 | 4 | 5 | 5 | 5 | 16 |

| 40 | 31 |

| 5 | 29 | 4 |  | 5 | 9 | 5 | 12 |

| 40 | 31 |

| 3 | 26 | 4 | 3 |  | 5 | 6 | 3 | 19 |

| 38 | 33 |

| 3 | 26 | 4 |  | 3 | 5 | 5 |  | 21 |

| 39 | 32 |

| 4 | 25 | 4 |  | 6 | 8 | 4 |  | 16 |

| 40 | 31 |

| 4 | 23 | 3 | 10 | 7 | 4 | 4 | 16 |

| 38 | 33 |

| 4 | 22 |  | 11 | 4 |  | 5 | 3 | 5 | 13 |

| 39 | 32 |

### Nämnder

#### Kommunstyrelse
| Presidium 2022–2026    | Presidium 2022–2026 | Presidium 2022–2026 |
| ---------------------- | ------------------- | ------------------- |
| Ordförande             | S                   | Stefan Pålsson      |
| Förste vice ordförande | M                   | Simon Lindgren      |
| Andre vice ordförande  | KD                  | Ella Kardemark      |
| Tredje vice ordförande | C                   | Viktor Rundqvist    |

#### Lista över kommunstyrelsens ordförande
| Namn | Namn              | Från       | Till       | Politisk tillhörighet |
| ---- | ----------------- | ---------- | ---------- | --------------------- |
|      | Sven Johansson    | 1971       | 1976       | Socialdemokraterna    |
|      | Eskil Eskilstorp  | 1976       | 1982       | Centerpartiet         |
|      | Jörgen Andersson  | 1982       | 1988       | Socialdemokraterna    |
|      | Assar Persson     | 1988       | 1991       | Folkpartiet           |
|      | Jörgen Andersson  | 1991       | 1994       | Socialdemokraterna    |
|      | Gun Yström        | 1994       | 1998       | Socialdemokraterna    |
|      | Bengt Ekberg      | 1998       | 2006       | Socialdemokraterna    |
|      | Carl Fredrik Graf | 2006       | 2018-05-01 | Moderaterna           |
|      | Jonas Bergman     | 2018-05-01 | 2018-10-15 | Moderaterna           |
|      | Krissi Johansson  | 2018-10-15 | 2018-10-23 | Socialdemokraterna    |
|      | Jonas Bergman     | 2018-10-23 | 2022-10-17 | Moderaterna           |
|      | Stefan Pålsson    | 2022-10-17 |            | Socialdemokraterna    |

#### Övriga nämnder
| Nämnd                                  | Ordförande | Ordförande               | Vice ordförande | Vice ordförande   | Vice ordförande | Vice ordförande      |
| -------------------------------------- | ---------- | ------------------------ | --------------- | ----------------- | --------------- | -------------------- |
| Barn- och ungdomsnämnden               | S          | Magnus Rindom            | M               | Dag Hultefors     | SD              | Ludvig Andersson     |
| Byggnadsnämnden                        | M          | Magnus Uvenfeldt         | SD              | Joacim Svensson   |                 |                      |
| Hemvårdsnämnden                        | M          | Ewa Sjögren              | S               | Gun-Britt Löfdahl | C               | Lars-Roland Svensson |
| Krisledningsnämnden                    | S          | Stefan Pålsson           | M               | Simon Lindgren    | C               | Victor Rundqvist     |
| Kulturnämnden                          | S          | Sandra Löberg Erlandsson | SD              | Lars Larsson      |                 |                      |
| Miljönämnden                           | KD         | Bobbo Nilsson            | SD              | Tor Ingels        |                 |                      |
| Räddningsnämnden                       | KD         | Henrik Östlund           | SD              | Morgan Olsen      |                 |                      |
| Servicenämnden                         | S          | Carin Jacobsson          | MP              | Amina Boulaabi    |                 |                      |
| Socialnämnden                          | S          | Tord Johansson           | M               | Houda Axelsson    | L               | Niclas Bexelius      |
| Teknik- och fastighetsnämnden          | M          | Bruno Peterson           | KD              | Kim Pettersson    | Ob.             | Krister Karlsson     |
| Utbildnings- och arbetsmarknadsnämnden | M          | Christoffer Lundholm     | S               | Micael Nilsson    | SD              | Lars Larsson         |
| Valnämnden                             | KD         | Johnny Bodmar            | SD              | Robert Grönberg   |                 |                      |

Källa:

### Vänorter
- Gentofte, Danmark
- Hangö, Finland
- Stords, Norge

## Ekonomi och infrastruktur

### Näringsliv
I början av 2020-talet fanns drygt 70 procent av arbetstillfällena i kommunen inom service- och tjänstesektorn, en stor andel stod  av arbetstillfällena inom denna sektor stod kommunen och regionen för. I kommunen hittas även Luftvärnsregementet (Lv 6), Försvarsmaktens tekniska skola (FMTS) och Militärhögskolan Halmstad (MHS H). Bland större privata företag återfanns Martin & Servera AB, Getinge Sterilization AB, Albany International AB och Nordifa AB.

### Infrastruktur

#### Transporter
I nord-sydlig riktning löper E6 och Västkustbanan som trafikeras av Öresundstågs och SJ:s fjärrtåg med station i Halmstad. Där finns anslutning till Markarydsbanan och Järnvägslinjen Halmstad-Nässjö som trafikeras av Krösatågens regiontåg mot Värnamo och Nässjö med stopp i Oskarström. Från Halmstad utgår riksväg 26 (Nissastigen) åt nordöst, riksväg 25 åt öster och riksväg 15 åt sydöst.

#### Utbildning

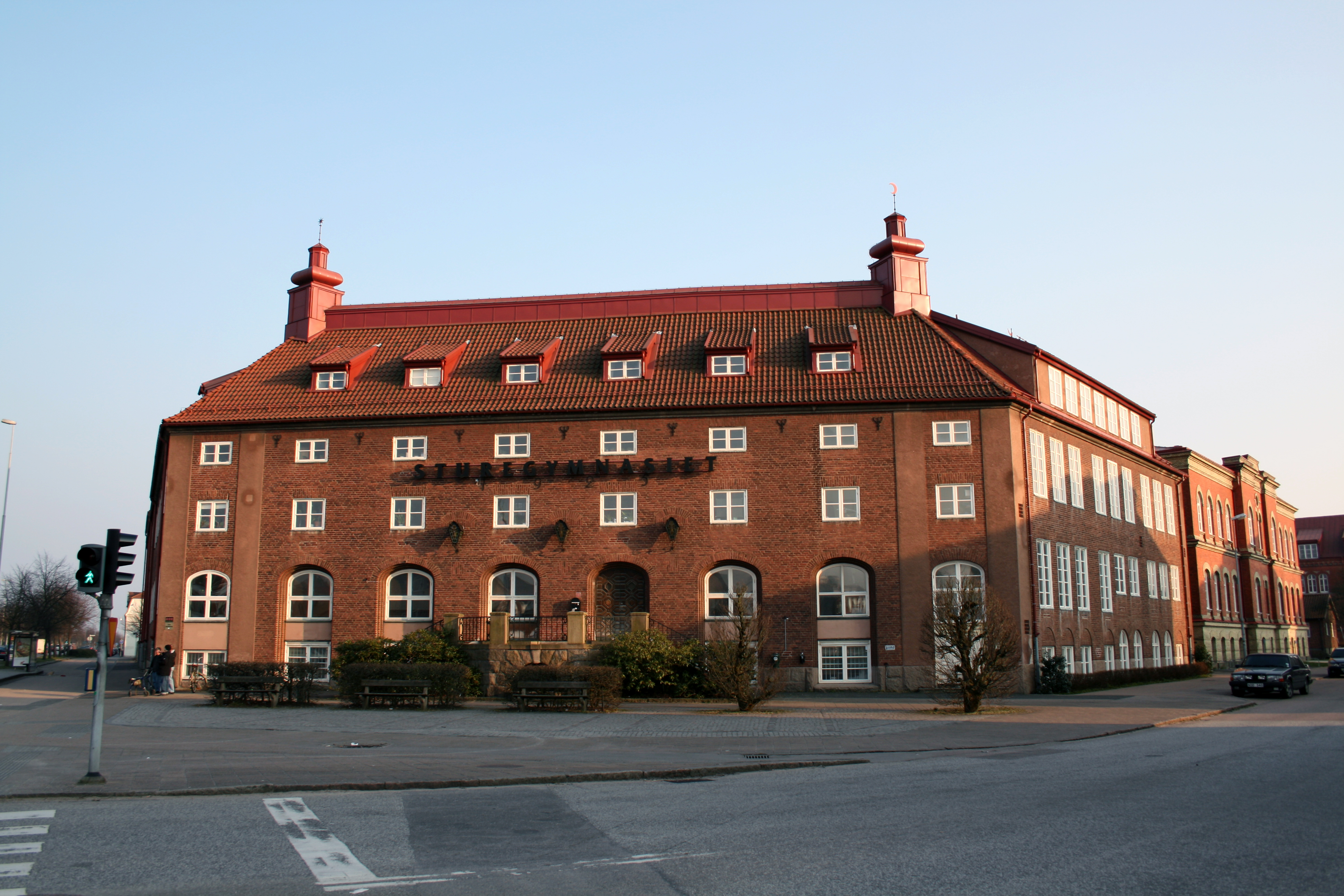
Sturegymnasiet

År 2024 fanns tre kommunala gymnasieskolor:
- Kattegattgymnasiet
- Sannarpsgymnasiet
- Sturegymnasiet

Tidigare fanns även Klaragymnasiet. Det tidigare Plönningegymnasiet lades ner 2016 och delar av verksamheten flyttades till Munkagårdsgymnasiet. Då hade gymnasiet funnits i 69 år. Traditionellt har Kattegatt haft huvudsaklig inriktning mot tekniska och naturvetenskapliga program, Sannarp mot samhällsvetenskapliga och Sture mot estetiska. 
Friskolor fanns 2024 i form av Amerikanska gymnasiet, Aspero Idrottsgymnasium, Drottning Blankas gymnasium, Halmstads Praktiska Gymnasium, Ljud & Bildskolan och Realgymnasiet.
Högskolan i Halmstad grundades 1983 och är en statlig högskola. Inom Halmstads garnison finns högre utbildning i form av Militärhögskolan Halmstad och Försvarsmaktens tekniska skola.

## Befolkning

### Demografi

#### Befolkningsutveckling
Kommunen har 105 986 invånare (31 mars 2025), vilket placerar den på 17:e plats avseende folkmängd bland Sveriges kommuner.
| Befolkningsutvecklingen i Halmstads kommun 1810–2020 | Befolkningsutvecklingen i Halmstads kommun 1810–2020 | Befolkningsutvecklingen i Halmstads kommun 1810–2020 | Befolkningsutvecklingen i Halmstads kommun 1810–2020 | Befolkningsutvecklingen i Halmstads kommun 1810–2020 |
| --- | ---------------------------------------------------- | ---------------------------------------------------- | ---------------------------------------------------- | ---------------------------------------------------- |
| |                                                      |                                                      |                                                      |                                                      |
| År |                                                      |                                                      | Folkmängd                                            |                                                      |
| 1810 | 1810                                                 |                                                      | 12 920                                               |                                                      |
| 1820 | 1820                                                 |                                                      | 13 842                                               |                                                      |
| 1830 | 1830                                                 |                                                      | 15 071                                               |                                                      |
| 1840 | 1840                                                 |                                                      | 16 795                                               |                                                      |
| 1850 | 1850                                                 |                                                      | 18 942                                               |                                                      |
| 1860 | 1860                                                 |                                                      | 23 137                                               |                                                      |
| 1870 | 1870                                                 |                                                      | 26 081                                               |                                                      |
| 1880 | 1880                                                 |                                                      | 30 327                                               |                                                      |
| 1890 | 1890                                                 |                                                      | 34 063                                               |                                                      |
| 1900 | 1900                                                 |                                                      | 39 979                                               |                                                      |
| 1910 | 1910                                                 |                                                      | 44 715                                               |                                                      |
| 1920 | 1920                                                 |                                                      | 45 475                                               |                                                      |
| 1930 | 1930                                                 |                                                      | 47 223                                               |                                                      |
| 1940 | 1940                                                 |                                                      | 49 671                                               |                                                      |
| 1950 | 1950                                                 |                                                      | 57 689                                               |                                                      |
| 1960 | 1960                                                 |                                                      | 62 004                                               |                                                      |
| 1970 | 1970                                                 |                                                      | 70 616                                               |                                                      |
| 1980 | 1980                                                 |                                                      | 76 042                                               |                                                      |
| 1990 | 1990                                                 |                                                      | 80 061                                               |                                                      |
| 2000 | 2000                                                 |                                                      | 85 200                                               |                                                      |
| 2010 | 2010                                                 |                                                      | 91 800                                               |                                                      |
| 2020 | 2020                                                 |                                                      | 103 754                                              |                                                      |
| Anm: Informationen gäller för dagens kommungränser. Äldre informationen är ihopsamlad från tidigare kommuner eller från socknarna som idag ingår i kommunen. |                                                      |                                                      |                                                      |                                                      |

#### Utländsk bakgrund
Den 31 december 2014 utgjorde antalet invånare med utländsk bakgrund (utrikes födda personer samt inrikes födda med två utrikes födda föräldrar) 19 922, eller 20,85 % av befolkningen (hela befolkningen: 95 532 den 31 december 2014).

#### Invånare efter de vanligaste födelseländerna
Den 31 december 2014 utgjorde folkmängden i Halmstads kommun 95 532 personer. Av dessa var 15 053 personer (15,8 %) födda i ett annat land än Sverige. I denna tabell har de nordiska länderna samt de 12 länder med flest antal utrikes födda (i hela riket) tagits med. En person som inte kommer från något av de här 17 länderna har istället av Statistiska centralbyrån förts till den världsdel som deras födelseland tillhör.
| Födelseland      | Födelseland                       | Födelseland |
| ---------------- | --------------------------------- | ----------- |
| 31 december 2014 |                                   |             |
| 1                | Sverige                           | 80 479      |
| 2                | / SFR Jugoslavien/FR Jugoslavien  | 2 573       |
| 3                | Europeiska unionen: Övriga länder | 1 973       |
| 4                | Asien: Övriga länder              | 1 486       |
| 5                | Bosnien och Hercegovina           | 1 003       |
| 6                | Europa utom EU: Övriga länder     | 968         |
| 7                | Irak                              | 934         |
| 8                | Polen                             | 762         |
| 9                | Syrien                            | 759         |
| 10               | Finland                           | 661         |
| 11               | Danmark                           | 529         |
| 12               | Tyskland                          | 462         |
| 13               | Afrika: Övriga länder             | 458         |
| 14               | Sydamerika                        | 447         |
| 15               | Turkiet                           | 382         |
| 16               | Thailand                          | 346         |
| 17               | Norge                             | 303         |
| 18               | Nordamerika                       | 248         |
| 19               | Iran                              | 240         |
| 20               | Kina                              | 208         |
| 21               | Somalia                           | 127         |
| 22               | Island                            | 74          |
| 23               | Afghanistan                       | 63          |
| 24               | Oceanien                          | 29          |
| 25               | Sovjetunionen                     | 17          |
| 26               | Okänt födelseland                 | 1           |

## Kultur

### Kulturarv
Bland runinskrifter i Halmstads kommun hittas till exempel Vapnöstenen vid Vapnö slott och en runristad gravhäll som numer finns att beskåda på Statens historiska museum i Stockholm. Ett annat exempel på kulturarv är Påarps gravfält som omfattar omkring omkring 200 gravrösen och 50 stensättningar. 

### Kommunvapen
Blasonering: Sköld: i blått fält en bjälke av silver, belagd med tre av öppna kronor av guld krönta röda hjärtan; hjälmtäcke: invändigt av silver och utvändigt blått; vulst: av silver och blått samt som hjälmprydnad: tre sädeskärvar av guld vid sidan om varandra.
Halmstads kommunvapen är ett för svenska förhållanden ovanligt kommunvapen i och med att det innefattar hjälm och andra tillbehör. Det går dock också att endast använda skölden. Som logotyp, till exempel på kommunens hemsida, används de tre krönta hjärtana förenklat ensamma eller tillsammans med namnet Halmstad.
Efter kommunbildningen, färdig 1974, fanns även Harplinges 1958 skapade vapen inom kommunen. Man beslutade dock att låta registrera det gamla stadsvapnet oförändrat år 1974.